# Републикански път III-5505
Републикански път IIІ-5505 е третокласен път, част от Републиканската пътна мрежа на България, преминаващ по територията на Старозагорска и Хасковска област. Дължината му е 15,9 km.
Пътят се отклонява наляво при 136,8 km на Републикански път II-55 в най-източната част на село Мъдрец и се насочва на изток нагоре по долината на река Соколица (ляв приток на Сазлийка, от басейна на Марица). Навлиза в Хасковска област, минава през село Орлов дол, напуска долината на Соколица и на седловината отделяща Манастирските възвишения и планината Сакар се свързва с Републикански път III-559 при неговия 13,5 km.
| Пътища, отклоняващи се надясно (населено място, № на пътя, посока на пътя) | km   | Пътища, отклоняващи се наляво (посока на пътя, № на пътя, населено място) |
| -------------------------------------------------------------------------- | ---- | ------------------------------------------------------------------------- |
| Община Гълъбово, Област Стара Загора, II-55, 138,6 km, с. Мъдрец ←         | 0,0  | ← с. Мъдрец, 138,6 km, II-55, Област Стара Загора, Община Гълъбово        |
| Община Тополовград, Област Хасково                                         | 3,2  | Област Хасково, Община Тополовград                                        |
|                                                                            | 4,6  | → общински път (за с. Владимирово)                                        |
| с. Орлов дол                                                               | 9,8  | с. Орлов дол                                                              |
| (за с. Хлябово) общински път ←                                             | 13,6 |                                                                           |
| (до 12,7 km на III-761) III-559, 13,5 km ←                                 | 16,8 | ← 13,5 km, III-559 (от с. Полски Градец)                                  |